# La primera tentación de Cristo
La primera tentación de Cristo es una película de comedia brasileña del director Rodrigo Van Der Put junto al grupo Puerta del Fondo y la empresa americana de streaming Netflix.

## Sinopsis
Al regresar de un viaje de 40 días por el desierto, Jesús es sorprendido con una fiesta de cumpleaños para celebrar sus 30 años. Sus padres María y José le hacen una revelación: él fue adoptado por José y su verdadero padre es Dios.

## Reparto
| Actor                  | Personaje                      |
| ---------------------- | ------------------------------ |
| Gregório Duvivier      | Jesucristo                     |
| Antonio Tabet          | Dios                           |
| Fábio Porchat          | Orlando/Lucifer                |
| Robson Nunes           | Baltasar                       |
| João Vicente de Castro | Melchor                        |
| Estevam Nabote         | Gaspar                         |
| Thati Lopes            | Thelma                         |
| Karina Ramil           | De Carmo                       |
| Sura Berditchevsky     | Tía Lupita                     |
| Fabio de Luca          | Lázaro                         |
| Gabriel Totoro         | Buda                           |
| Pedroca Monteiro       | Shiva                          |
| Pedro Benevides        | Jah (el profeta de rastafaris) |
| Noemia Oliveira        | Xenu                           |

## Estreno
La película se estrenó por la plataforma de vídeos Netflix el día 3 de diciembre de 2019.

## Recepción de la crítica
Grupos de religiosos de mayoría evangélica, predicaron boicot a la película y a Netflix . El obispo católico alagoano, Henrique Suenes da Costa recomendó la cancelación de cuentas.  Una petición fue creada contra la película y superó los dos millones de firmas.